# FernGully - Cuccioli da salvare
FernGully - Cuccioli da salvare (FernGully 2 - The Magical Rescue) è un film d'animazione del 1998 diretto da Phil Robinson e Dave Marshall, sequel del film FernGully - Le avventure di Zak e Crysta del 1992.

## Trama
A Ferngully, qualche tempo dopo l'addio dell'umano Zak, Crysta e Pips vivono assieme agli abitanti della foresta una vita armoniosa volando fra gli alberi e insegnando ai neonati del posto ciò che devono sapere, essi sono dei cuccioli che da tempo vengono lì a trovare tutti gli spiritelli compresi i due e inoltre giocano instancabilmente con loro. Tuttavia si rendono conto che la foresta è invasa da due malvagi esseri umani: Mac e Boss che si rivelano essere due bracconieri disposti a catturare ogni animale della foresta stessa per poi venderseli a caro prezzo guadagnando un sacco di soldi.
Quando infatti tutti i cuccioli di Ferngully vengono catturati dai due, Pips e Crysta adoperano un piano per salvarli, al piano si aggiunge il pavido pipistrello Batty Koda che si offre di indicare a Pips e alle guardie di Ferngully la strada per la città, posto dove sarebbero diretti i bracconieri e parte insieme a loro lasciando Crysta di guardia alla foresta. Tra le guardie c'è anche una piccola creatura che deve imparare a controllare la magia della creazione e ha fatto precedentemente un po' di pratica con Crysta. Arrivati in città, Pips e i suoi amici riescono a liberare tutti gli animali dalle gabbie di Mac e Boss solo per un attimo, nel trambusto Boss scatena un incendio che brucia tutto l'accampamento dove i due si trovavano e i due bracconieri, dopo aver ripreso gli animali momentaneamente evasi, scappano verso il nulla sparendo, mentre la madre di uno dei cuccioli, un canguro, rimane ferita.
Dopo aver portato la mamma canguro da Crysta, Pips e gli altri fanno amicizia con un bulldog, Wof, che inizialmente era un cane al servizio di Mac ma adesso si offre di essere loro amico aiutandoli nel loro salvataggio e venendo anche accettato dal varano Lou The Goanna. Il gruppo arriva ad un circo dove un'adorabile bambina, Budgie e suo nonno clown si stanno esibendo e, dopo essersi conosciuti con loro due, diventano loro amici e li aiutano a salvare i cuccioli. Alla fine riescono a salvare tutti quanti grazie anche alla piccola creatura che dopo tanto tempo riesce finalmente ad usare al meglio la magia della creazione riuscendo a fermare e intrappolare Mac e Boss prima che fuggano a bordo di una nave e a salvare i cuccioli. Tutto si conclude con la bambina e il nonno che salutano gli abitanti di Ferngully che tornano felici nella foresta con tutti i cuccioli liberati.